# 惠阳区
惠阳区是中国广东省惠州市的一个市辖区，位于广东省东南部，东部与广东省惠东县毗邻，南部连着大亚湾，与香港隔海相望，西部与广东省深圳市和东莞市接壤，北部与广东省惠州市惠城区交界。惠阳区辖区面积915.6平方公里。區人民政府駐淡水街道金惠大道。
惠陽區地處粵港澳大灣區東部腹地，是深圳都市圈的灣區先進製造產城融合節點。形成了電子信息、光學玻璃、精細化工、新能源新材料等產業集羣，打造了商貿物流、酒店餐飲、休閒旅遊、娛樂購物、金融服務全面發展的現代服務業活力區。

## 行政区划
惠阳区下辖6个街道办事处、6个镇：
淡水街道、秋长街道、三和街道、西区街道、澳头街道、霞涌街道、沙田镇、新圩镇、镇隆镇、永湖镇、良井镇和平潭镇。
西区街道、澳头街道、霞涌街道实际上归属大亚湾经济技术开发区管辖。

## 历史
北宋天禧四年（1020年）由祯州改为惠州，始有惠州。
民国二年（1913年），原歸屬惠州的歸善縣改稱惠阳縣。
1963年始设立惠阳专区、惠阳地区。1988年撤销惠阳地区，惠州市升为地级市，惠阳为惠州所辖的一个县。
1975年5月，三栋公社从惠阳县境划出归惠州管辖。
1990年3月，县城从惠州市区迁到淡水镇。
1994年撤惠阳县设立惠阳市、2003年撤惠阳市设立惠阳区。
1994年5月6日，国家民政部批准惠阳县撤销，设置惠阳市（县级）建置，为省辖市，委托惠州市代管。
惠陽客家人來源有三：廣東南雄、福建及嘉應州（今天的梅州地區）。惠陽成為客家人移居海外或香港之前的跳板。

## 民族
惠阳区的居民几乎都是汉族人，大部分属客家民系。惠阳的客家人占全区本地人口的95%以上，是纯客属地区。惠阳本地汉族人中除客家人外，其余为鹤佬人。

## 人口

### 古代人口史
惠州與河源市地處嶺南偏遠山區，在唐宋以前，除當地的百越土著（壯族、瑤族、苗人、疍家人、畲族（又特指輋族））和奉皇命「平南」軍隊，是中原漢人甚少涉足之地。據惠陽縣誌（2003）記載，至元末，今惠州所轄縣區共只9545戶45410人。換句話說，每平方公里只有不到1戶5人，所以人煙稀少。現在惠州與河源市600萬居民的祖先，大都是元末戰亂，明初建立衛所軍制和清初解除海禁令以後大批流入。

### 人口統計
2016年末全区常住人口59.86万，其中户籍人口38.02万。
根據第七次全国人口普查數據，截至2020年11月1日零時，惠陽區常住人口959750人。

## 语言
惠阳的语言以客家话为主，東部鄰近惠東縣使用惠州福佬話（閩南語一種），在當地通稱為福佬話。
惠阳客家话大多属客家語粤台片新惠小片，称为惠阳话，以淡水话为代表，是惠阳区通用的客家话。惠阳话是客家话的强势方言之一，广泛流传于惠州、深圳、东莞东南部山区、香港新界及海外，广义的惠阳话等同于新惠小片。除惠阳话外，部分郊区流行惠城话，為一种主要流行于惠州市惠城区，与惠陽客家话差异很大的本地語言。

## 经济
惠阳区农业比较有特色的为优质谷、荔枝、蔬菜、西瓜、速生丰产林等三高农业。工业以外向型经济为主，区内外资企业众多，区内比较有实力的企业为联想集团、中建电讯、东亚电子、中狮电子等。惠阳区的第三产业近年来发展迅速，区内宾馆、酒店、旅游、金融等服务设施比较完善，各种商业非常活跃。

## 旅游
惠阳区临山靠海，旅游资源非常丰富，有金果湾乡村俱乐部、大甲岛、沙田温泉、银瓶山等旅游景点。另外惠阳是不少名人的故乡，如港星陳小春、鍾漢良等。这里还有叶挺故居、叶挺纪念馆、邓仲元故居、邓承修故居、叶亚来故居等人文景点。历代古迹有淡水祖庙、清泉寺、新墟盘古宫、镇隆和秋长客家围屋等。

## 交通

### 铁路
- 惠阳站，厦深铁路和建设中的深汕高速铁路在此设站

### 机场
- 惠阳区内有惠州机场，原名平潭机场，位于平潭镇

### 港口
- 惠州港

### 高速公路
- 深汕高速公路
- 潮莞高速公路
- 惠深沿海高速公路
- 惠澳高速公路